# تئودور فلوریان
تئودور فلوریان (انگلیسی: Teodor Florian؛ زادهٔ ۱ ژوئیهٔ ۱۸۹۹) ورزشکار راگبی ۱۵ نفره اهل رومانی است.
وی در مسابقات کشوری و بین‌المللی در مجموع برندهٔ ۱ مدال برنز شده‌است.